# Oxypleurodon sanctaeclausi
Espèce
Oxypleurodon sanctaeclausi est une toute petite espèce de crabe des profondeurs, capturée à plusieurs reprises entre 140 et 740 mètres de profondeur. Elle a été découverte dans la mer de Bohol, aux Philippines. Elle respire grâce à ses branchies internes, est probablement omnivore et vit sans doute associée à de petits coraux branchus.

## Description
Oxypleurodon sanctaeclausi est une petite espèce piriforme mesurant entre 10 et 20 mm. Son rostre est long et bifide, et sa carapace blanche et rouge.

## Étymologie
Les auteurs précisent que son nom sanctaeclausi fait référence à Santa Claus du fait que cette espèce a été découverte pendant la période de noël et qu’elle porte de « belles couleurs rouges et blanches. »

## Systématique
Oxypleurodon sanctaeclausi a été confondue jusqu’en 2009 avec l’espèce Oxypleurodon luzonicum. Ses autres synonymes sont :
- Sphenocarcinus luzonicus Griffin, 1976
- Rochinia luzonica Griffin & Tranter, 1986
- Oxypleurodon luzonicus Richer de Forges, 1995

## Première publication
(en) B. Richer de Forges et P.K.L. Ng, « New genera, new species and new records of Indo-West Pacific spider crabs
(Crustacea: Brachyura: Epialtidae: Majoidea) », Zootaxa, Magnolia Press, no 2025,‎ 2 mars 2009, p. 1-20 (lire en ligne, consulté le 2 avril 2012)